# Trijntje van Keulen
Trijntje (Truus) van Keulen (Amsterdam, 1 februari 1924 – Amstelveen, 18 februari 2018) was een Nederlands verzetsstrijdster tijdens de Tweede Wereldoorlog.

## Biografie
Trijntje groeide op in de Jordaan (Amsterdam) in een arbeidersgezin dat communistisch en antifascistisch was. Als tiener begon ze tijdens de Tweede Wereldoorlog krantjes en pamfletten van het verzet te drukken en verspreiden. Daarnaast werkte ze in een ijssalon waar ze haar man Johan Bosman leerde kennen. Na hun ontmoeting deed ze gevaarlijke klussen voor zijn verzetsgroep: koeriersdiensten, illegale documenten, bonnen en geld vervoeren voor onderduikers, liquidaties en overvallen uitvoeren. Johan en Trijntje kregen samen een zoon. Na de oorlog verbleef Trijntje in een herstellingskamp In Denemarken. In deze kampen konden verzetsleden aansterken.
In 1981 kreeg zij het Verzetsherdenkingskruis.